# Жіночі секрети
«Жіночі секрети» (рос. «Женские секреты») — російськомовний телесеріал 2020 року, знятий в Україні. Мелодраму створено продакшн-компанією «Film.ua». Режисер виступив Максим Мехеда.
Показ першого 12-серійного сезону телесеріалу в Росії тривав з 25 лютого 2020 року по 4 березня 2020 року на телеканалі «Росія-1». Показ першого 12-серійного сезону телесеріалу в Україні тривав з 11 по 19 травня 2020 року на телеканалі «Україна».

## Синопсис
Життя 30-річної психологині Марти розмірене і благополучне: вона працює психологом у престижному коледжі та мріє вийти заміж за коханого. Одного разу після занять до неї приходить студентка Юля – дівчина вагітна і хоче зробити аборт. Мама Юлі померла кілька років тому, а розповісти про вагітність татові вона не наважується. Марта вирішує розкрити правду батьку своєї студентки – бізнесмену Івану. Але той виявляється першим і великим коханням Марти, від якого вона сама була вагітна 12 років тому.

## У ролях
- Ірина Гришак — Юля (головна роль)
- Валерія Ланська — Марта (головна роль)
- Влад Нікітюк — Тім
- Прохор Дубравін — Іван, бізнесмен, батько Юлії
- Павло Вишняков — Андрій Іпатов
- Вікторія Литвиненко
- Малхаз Абуладзе — Рустам
- Людмила Загорська
- Ерік Абрамович — Михайло
- Тарас Цимбалюк — Георгій
- Таїсія Хвостова
- Ігор Петрусенко — Юрій, начальник охорони
- Дмитро Коростильов — Максим
- Ксенія Мішина
- Дар'я Легейда
- Ірина Мельник
- Сергій Деньга — Василь Петрович, мер
- Аліна Разуменко — коханка Андрія
- Карен Варданян
- Костянтин Корецький
- Володимир Ліліцький

## Творча команда
До творчої команди серіалу увійшли:
- Режисер — Максим Мехеда
- Сценаристи — Марія Бек, Олена Бойко
- Оператор-постановник картини — Артем Васильєв
- Продюсери — Віктор Мірський, Андрій Ризванюк

## Фільмування
Телесеріал знімався у 2019 році у Києві та Київській області.
|  | «Найскладніше давалися сцени, де багато сліз. Головним героїням часто доводилося плакати, переживаючи ту чи іншу ситуацію. Багато сцен знімалося з різних ракурсів, різної крупності і робилась велика кількість кадрів, щоб створити динаміку. Людські ресурси не безмежні. Доводилося переставляти сцени в знімальному плані місцями, давати час на відновлення», - розповів режисер серіалу Максим Мехеда. |

## Показ
Прем'єра першого сезону телесеріалу в Росії відбулася у вівторок 25 лютого 2020 року на телеканалі «Росія-1». Прем'єра 12-серійного першого сезону телесеріалу в Україні відбулася у вівторок 11 травня 2020 року на телеканалі «Україна».

## Українське багатоголосе закадрове озвучення
Українською мовою телесеріал було озвучено студією Так Треба Продакшн на замовлення телеканалу FilmUADrama у 2021 році.
- Ролі озвучували: Дмитро Терещук, Кирило Татарченко, Наталя Поліщук і Вікторія Левченко